# American Peptide Society
Die American Peptid Society (APS) ist eine Non-Profit-Gesellschaft für Forschung zur Biologie und Chemie von Peptiden, die 1990 gegründet wurde. 
Die Gesellschaft hat rund 1500 Mitglieder, die aus Nordamerika und rund 45 weiteren Ländern stammen. Sie gibt die Zeitschrift Peptide Science heraus. Alle zwei Jahre (unter anderem 2019) veranstalten sie das American Peptide Symposium, die aber auch in die Zeit vor Gründung der Gesellschaft bis 1968 zurückreichen.
Sie vergeben den Vincent du Vigneaud Award für Wissenschaftler in der Mitte ihrer Karriere, den Murray Goodman Award (für herausragende Forschung und Lehre) und den R. Bruce Merrifield Award für Lebensleistungen.
Sie ist assoziiert mit der  Federation of American Societies for Experimental Biology (FASEB).